# Adama Dramé (Perkussionist)

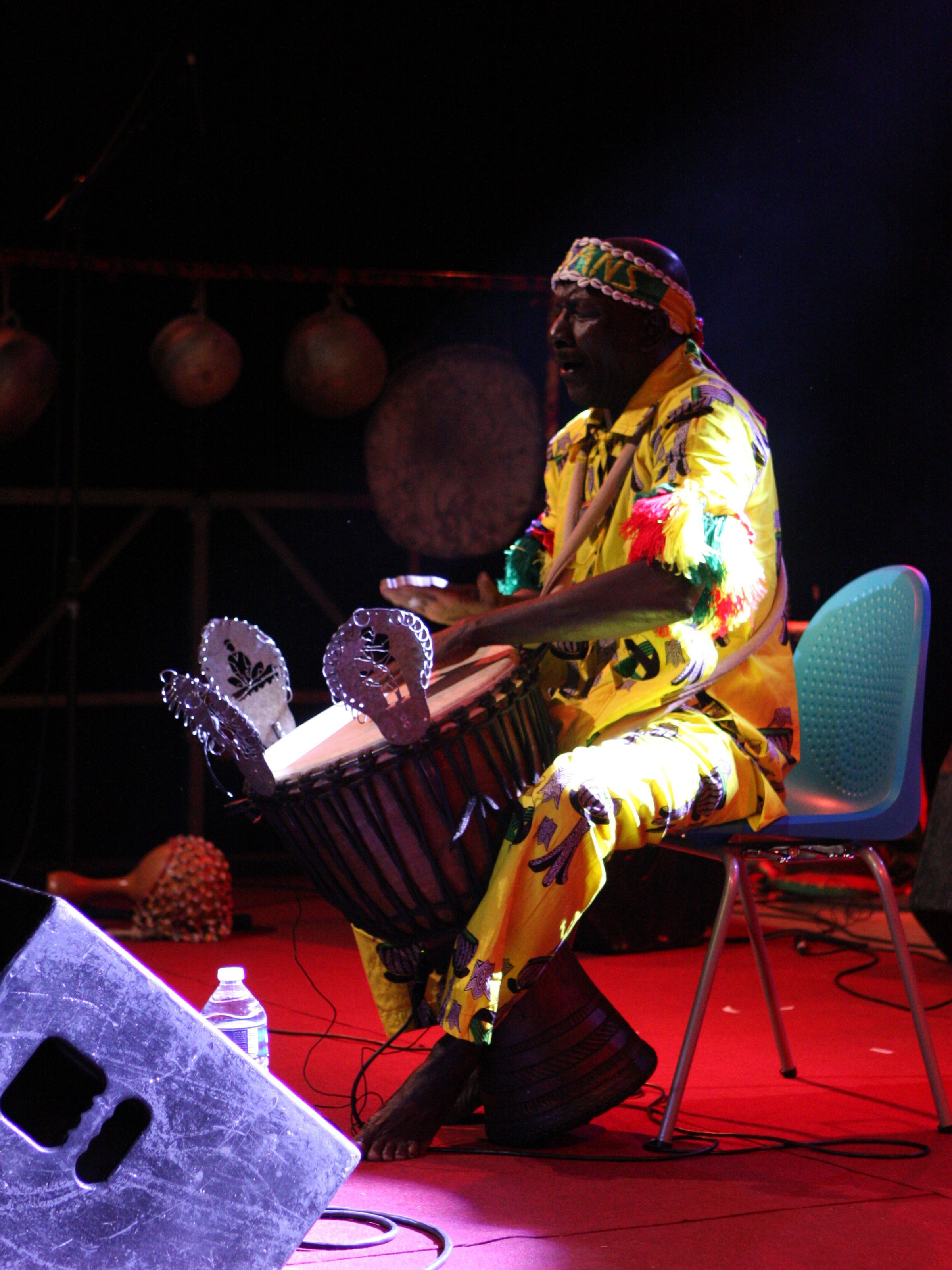
Adama Dramé (2016)

Adama Dramé (* 7. Juni 1954 in Nouna, Burkina Faso) ist ein burkinischer Perkussionist.

## Leben und Wirken
Dramé stammt aus einer Familie von Musikern und Geschichtenerzählern, die als Wächter der Malinke-Tradition gelten. Ab seinem zwölften Lebensjahr folgte er seinem Vater und war als professioneller Griot tätig.
Seit 1979 verbreitet er sein Wissen über afrikanische Musik in Amerika und vor allem Europa. Sein Spiel ist auf zahlreichen Alben dokumentiert. Es gelang ihm, die Djembé als Solo-Instrument zu etablieren. Weiterhin kam es zur Zusammenarbeit mit Musikern des Jazz und der Weltmusik, aber auch der Neuen Musik wie Marc Vella, Chris Joris, Reto Weber, Trevor Watts, André Ceccarelli, Bernard Lubat, der Ballett-Truppe Black Blanc Beur oder Les Percussions de Strasbourg. 1990 gründete er in Bouaké das Perkussions- und Tanz-Ensemble Foliba, für das er auch komponiert. Sein Leben wurde in dem Film A Griot's Story von Adam Różański (2007) dokumentiert.

## Diskographische Hinweise
- Rhythms of the Mandings, Philips 1979
- Djembéfola, CPS Records 1983
- Grands Maîtres de la Percussion / Great Masters of Percussion: Tambour Djembé, Auvidis 1987[2]
- Marc Vella – Adama Dramé Continents, Label Bleu/Indigo 1992.[2]
- Adama Dramé & Foliba Percussions mandingues. Vol. 2, Playa Sound 1993.[1]
- Adama Dramé et les Percussions de Strasbourg Autres Contacts, L’Empreinte Digitale 1995[4]
- 40ème Anniversaire, Sunset France 2006
- Mishalle / Watts / Dramé, Foliba & Marockin’ Brass 11 Songs, MET-X/A-SHAMS 2010[3]
- Dakan, Buda/Universal 2016[5].